# Chionaspis machilicola
Chionaspis machilicola är en insektsart som först beskrevs av Takahashi 1935.  Chionaspis machilicola ingår i släktet Chionaspis och familjen pansarsköldlöss.
Artens utbredningsområde är Taiwan. Inga underarter finns listade i Catalogue of Life.